# 1391 Карелија
1391 Карелија (енгл. 1391 Carelia) је астероид главног астероидног појаса чија средња удаљеност од Сунца износи 2,546 астрономских јединица (АЈ).
Апсолутна магнитуда астероида је 12,07 а геометријски албедо 0,029.